# 枫香岗乡
枫香岗乡，是中华人民共和国湖南省张家界市永定区下辖的一个乡镇级行政单位。

## 行政区划
枫香岗乡下辖以下地区：
玉皇洞社区、枫香岗社区、大溶溪村、丁家溶村、响水洞村、宋家岗村、泗坪村、龙盘岗村、石牌村、周家河村、青鱼潭村、丰泉村和麻空山村。